# Dorfkirche Lübars (Möckern)

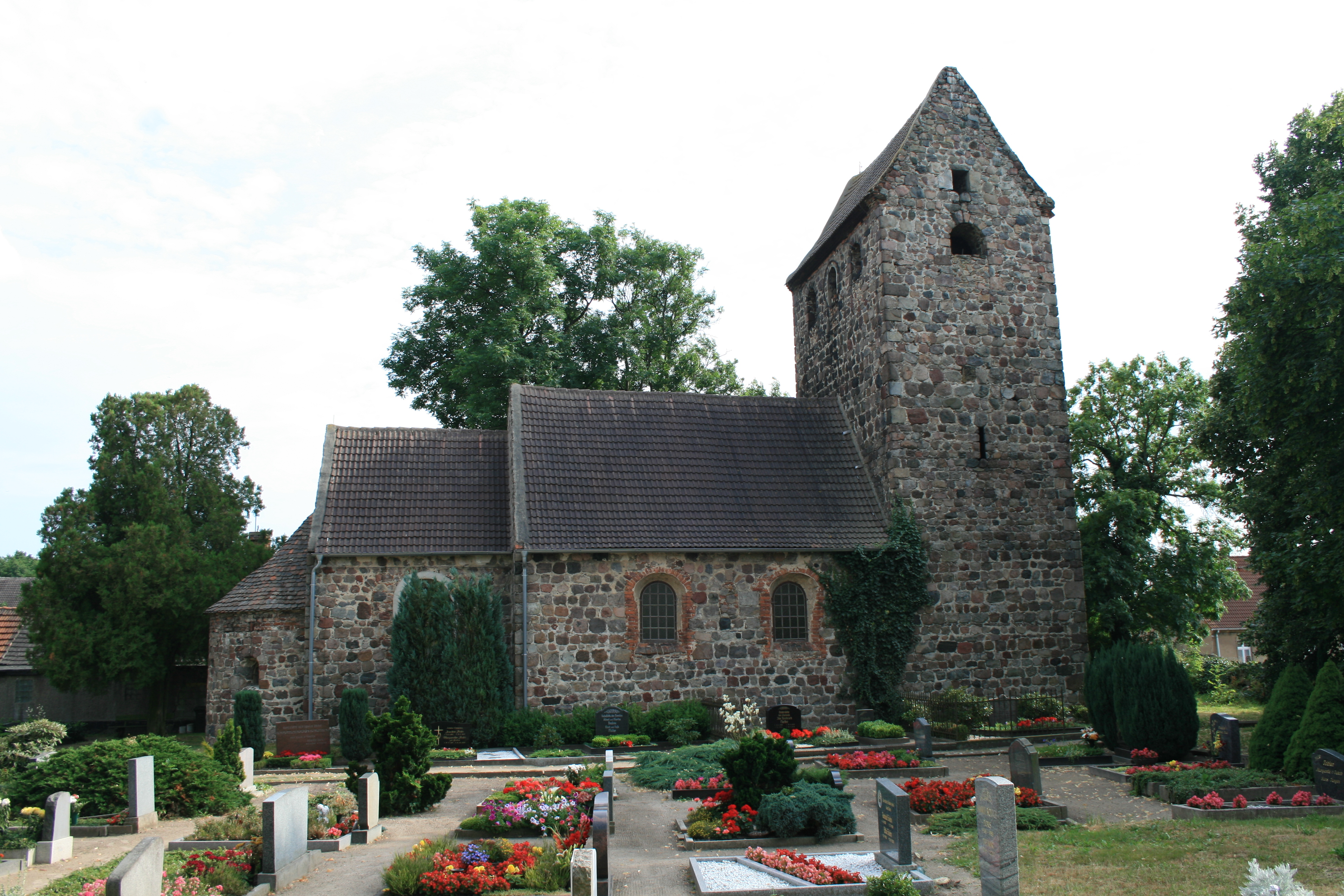
Dorfkirche Lübars in Möckern

Die evangelische Dorfkirche Lübars (auch: St. Barnabas) ist eine romanische Saalkirche im Ortsteil Lübars von Möckern im Landkreis Jerichower Land in Sachsen-Anhalt. Sie gehört zur Kirchengemeinde Lübars im Pfarrbereich Möckern des Kirchenkreises Elbe-Fläming der Evangelischen Kirche in Mitteldeutschland (EKMD).

## Geschichte und Architektur
Die Dorfkirche Lübars ist eine spätromanische Saalkirche aus Feldsteinmauerwerk in vollständiger Anlage, die aus querrechteckigem Westturm, einem kurzen Schiff von gleicher Breite und dem eingezogenen quadratischen Chor und halbkreisförmiger Apsis besteht. Der Rundbogen der südlichen Priesterpforte wurde zum Teil in Backstein erneuert. Die Fenster der Apsis und die Schallöffnungen im Turm sind im ursprünglichen Zustand erhalten. Das Innere ist flachgedeckt und mit einer L-förmigen Empore im Westen und Süden versehen. Durch Einbau einer verglasten Trennwand wurde der Chor als Winterkirche eingerichtet.

## Ausstattung
Das Hauptstück der Ausstattung ist ein schlichter hölzerner Kanzelaltar aus der Zeit um 1770, dessen Kanzelkorb mit Blumengirlanden geschmückt ist und am Schalldeckel das Auge Gottes im Strahlenkranz zeigt. Die achteckige neugotische Taufe aus der Mitte des 19. Jahrhunderts ist als Eisenguss ausgeführt.
An der Südwand des Chores erinnert ein Grabstein an Hans Georg von Wulffen († 1579) mit einer gerüsteten Figur des Verstorbenen.
Der barocke Orgelprospekt ist auf das Jahr 1771 datiert und mit dem Wappen August Wilhelms von Wulffen und seiner Gemahlin Friederike geborene von Barby versehen. Die Orgel ist ein Werk der Firma Emil Hammer Orgelbau (Hannover) aus der Mitte des 20. Jahrhunderts.
An der Südseite des Turms ist eine Gruft für Georg Friedrich von Wulffen († 1731) mit Volutengiebel angebaut, der als Bekrönung den Schmerzensmann zeigt. In der Giebelfront ist ein großes Sandsteinepitaph für Christoph Friedrich von Wulffen († 1731) und Anna Maria geborene von Wulffen aus Loburg († 1763) aufgestellt, mit Inschrift, kriegerischen Emblemen und geflügelten Genien; der Volutengiebel ist von Kronos bekrönt.
Ein stichbogiges Kirchhofportal vom Anfang des 16. Jahrhunderts ist aus Bruchstein und Backstein ausgeführt.